# Kazon
Els Kazon són una raça alienígena fictícia de la franquícia Star Trek. Desenvolupats pels cocreadors de la sèrie Star Trek: Voyager Rick Berman, Michael Piller i Jeri Taylor, els Kazon són els principals antagonistes durant les dues primeres temporades de la sèrie. Estan representats com una espècie nòmada dividida en divuit sectes separades, i caracteritzada per la seva dependència de la violència. Com a societat patriarcal, els Kazon tenen una baixa opinió de les dones i s'enorgulleixen que els homes es converteixin en guerrers i demostrin el seu valor en la batalla. Les històries dels Kazon sovint giren al voltant dels intents de Jal Culluh i la seva secta Kazon de robar tecnologia de l'USS Voyager, amb l'ajuda de l'exalferes de la Voyager Seska. Durant la segona temporada, la tripulació de la Voyager descobreix més sobre la història i la cultura de l'espècie alienígena a través d'una treva temporal. En la seva última aparició important, els Kazon aconsegueixen comandar la Voyager, però finalment es veuen obligats a rendir-se i retirar-se. Les espècies alienígenes tenen cameos menors i referències a les temporades posteriors de la sèrie, i també s'han inclòs a Star Trek Online i les novel·les ambientades a l'univers Star Trek.
Inspirats per bandes com els Crips i els Bloods, els cocreadors de la sèrie veien els Kazon com una metàfora adequada de les pors i les ansietats que envoltaven les ciutats i les bandes durant l'emissió de les temporades. Els Kazon es van desenvolupar com una de les tres noves espècies alienígenes que es podien expandir com a antagonistes recurrents. Els altres dos eren els vidiians i els Sikarians. Michael Westmore va ser el principal supervisor de maquillatge involucrat en la creació de l'aparença dels Kazon. Piller originalment va planejar contractar exclusivament actors joves d'entre divuit i vint-i-cinc anys, però va decidir contractar intèrprets més grans i experimentats, ja que anaven millor durant el procés d'audició. L'equip de guionistes de Voyager va dedicar una gran part de la segona temporada al desenvolupament de l'espècie alienígena, i Piller va escriure un article sobre elles que s'utilitzaria per al desenvolupament dels episodis centrats en els Kazon. Els Kazon van ser eliminats de la sèrie després de l'estrena de la tercera temporada, ja que els cocreadors van considerar que la seva presència continuada afectaria la credibilitat del viatge de tornada a casa de la "Voyager".
La resposta crítica als Kazon va ser generalment negativa. Alguns crítics van elogiar la seva capacitat de capturar la "Voyager" i abandonar la seva tripulació en un planeta desolat, mentre que d'altres van considerar que eren còpies mal desenvolupades dels klíngons i que la segona temporada es va centrar massa en ells. Els Kazon van ser inclosos en diverses llistes que classificaven els pitjors vilans de la història de "Star Trek", i van ser citats com a exemple de les implicacions racistes en les espècies alienígenes de la franquícia. Durant la seva revisió de la sèrie, Michelle Erica Green de TrekToday va fer una àmplia crítica de les espècies alienígenes, qüestionant la decisió de presentar-los com a antagonistes principals en lloc dels vidiians, i la negativa de la capitana Kathryn Janeway a compartir tecnologia amb ells. Els Kazon també van ser mal rebuts pels membres del repartiment de la sèrie, que no els van trobar com a vilans forts ni com a addicions convincents a la narrativa.

## Aparicions

### Star Trek: Voyager
Els Kazon apareixen com els principals antagonistes durant les dues primeres temporades de Star Trek: Voyager. Introduïts a l'estrena de la sèrie "El Guardià", es mostren com a opressors dels Ocampa, una altra raça alienígena. L’ocampa Kes (Jennifer Lien) es veu  per primera vegada com a esclava dels Kazon, i es revela que el talaxià Neelix (Ethan Phillips) ha completat tractes comercials amb l'espècie alienígena en el passat. Després de veure una demostració de la tecnologia avançada a l'USS Voyager, concretament el replicador i el transportador, els Kazon desenvolupen plans per robar aquestes màquines i incorporar-les a les seves pròpies naus. La capitana Kathryn Janeway (Kate Mulgrew) es nega a proporcionar a l'espècie alienígena hostil cap informació sobre la tecnologia de la Voyager per por de pertorbar les dinàmiques de poder al Quadrant Delta i, per tant, violar la Primera Directiva.Durant els episodis posteriors, la tripulació de la cèl·lula Maquis liderada per Chakotay (Robert Beltran) —que havia estat perseguida per la Voyager fins al Quadrant Delta— es fusiona amb la tripulació de la Flota Estel·lar de la Voyager. A "Fluctuacions", la tripulació de la Voyager es troba amb Jal Culluh (Anthony De Longis), un líder de la secta kazon i el personatge kazon principal de la sèrie. En aquest episodi, es revela que l'|alferes Seska (Martha Hackett) de la Voyager és una agent cardassiana que s'havia infiltrat a la cèl·lula Maquis de Chakotay, i posteriorment s'havia oposat a la fusió de les tripulacions i a la negativa de Janeway a violar la Primera Directiva. Seska canalitza informació en secret als kazon per tal de construir una aliança amb l'espècie alienígena i accelerar el viatge de tornada a casa de la Voyager. Després de ser enxampada mentre intentava lliurar tecnologia de replicació als Kazon, Seska deixa la "Voyager" per unir-se a ells i es converteix en l'amant i principal assessora de Culluh.
Durant "Iniciacions", Chakotay es relaciona amb Kar (Aron Eisenberg), un jove Kazon que intenta completar un ritu de pas, i intenta actuar com a mentor per a ell. A "Maniobres", Seska prepara una trampa, cosa que fa que els Kazon robin un mòdul de transport de la Voyager. Aconsella a Culluh que incorpori la tecnologia a les naus Kazon i la faci servir per unir totes les sectes Kazon amb ell com a líder. Chakotay emprèn una missió en solitari amb l'objectiu de recuperar la tecnologia, però és capturat i torturat per Seska i Culluh. La tripulació de la Voyager rescata Chakotay, només per descobrir que Seska havia extret el seu ADN i el va fer servir per embaraçar-se. Arran d'aquest gir dels esdeveniments, Janeway intenta formar una aliança amb els Kazon per assegurar-se un pas segur a través de la seva àrea espacial. Durant aquest procés, la tripulació es troba amb els Trabe, una espècie alienígena que va ser perseguida pels Kazon després d'una violenta disputa. Janeway decideix aliar-se amb els Trabe i organitza una conferència de pau per suggeriment de Mabus (Charles O. Lucia), un líder Trabe. Tanmateix, la tripulació de la «Voyager» descobreix que els Trabe van maltractar els Kazon en el passat i volen utilitzar la reunió com a trampa per assassinar els líders Kazon. Janeway impedeix que es produeixi la massacre, però les relacions entre la «Voyager», els Kazon i les altres espècies alienígenes del Quadrant Delta es tensen encara més com a resultat.
Els Kazon fan aparicions menors a "Llindar", "Cuirassat" i "Signes vitals" mentre Seska els ajuda a construir un pla per requisar la Voyager. A "Investigacions", Neelix s'adona que un membre de la tripulació de la nau està enviant missatges codificats als Kazon, i utilitza el seu programa de notícies del matí per localitzar el traïdor. Tom Paris (Robert Duncan McNeill) ajuda Neelix mostrant un comportament deficient i agressiu per crear la impressió que està disposat a sabotejar la Voyager per obtenir contacte del traïdor. Neelix descobreix que Michael Jonas (Raphael Sbarge), un membre de la tripulació de la Voyager que anteriorment formava part de la cèl·lula Marquis de Chakotay, està proporcionant a Seska informació sobre tecnologia de curvatura; Jonas mor en una baralla amb Neelix. L'episodi en dues parts "Mínims" serveix com a trama principal final dels Kazon a la sèrie. Seska envia una senyal de socors a la «Voyager» després del naixement del seu fill i el descobriment de Culluh que ell no n'era el pare. Chakotay convenç Janeway i la resta de la tripulació de rescatar Seska i el seu fill del Kazon, però descobreixen que és una trampa per emboscar la «Voyager». Els Kazon prenen el control de la nau estel·lar i abandonen la seva tripulació en un planeta aparentment desolat; El Doctor (Robert Picardo) i el tripulant Lon Suder (Brad Dourif) són els dos únics membres de la tripulació que queden a bord de la Voyager. El Doctor revela a una Seska decebuda que Culluh, no Chakotay, és el pare del seu fill. La tripulació de la Voyager reprèn la nau després que Suder se sacrifiqui per sabotejar els seus sistemes d'armes faser. En la baralla subsegüent, Seska mor a causa de l'explosió d'una consola, i Culluh s'emporta el seu fill i marxa amb la resta dels Kazon.
Tot i que els Kazon no són destacats més enllà de "Mínims", s'hi fa referència en temporades posteriors. A la quarta temporada, Set de Nou (Jeri Ryan) revela que els Borg mai assimilen els Kazon, als quals es refereixen com a espècie 329 i "indignes d'assimilació" a causa de la creença que "restarien perfecció". Un membre de la tripulació dels Kazon va ser inclòs en una reconstrucció hologràfica de la Voyager com a nau de guerra. Els Kazon també apareixen tant a "Relativity" com a "Shattered", que tracten sobre viatge en el temps. En ambdós episodis, els personatges visiten el punt en què Seska i els Kazon tenien el control de la Voyager.

### Altres aparicions
Els Kazon estan inclosos a Star Trek Online, un videojoc de rol massiu (MMORPG) desenvolupat per Cryptic Studios basat en la franquícia Star Trek. En el joc, que està ambientat al segle XXV, 30 anys després dels esdeveniments de Star Trek: Nemesis, la secta Kazon-Nistrim es classifica com una potència emergent després que un nou líder prengués el control a Culluh. Se l'identifica com a "famolenc de poder i desitjós de fer-se un nom" i "més astut i intel·ligent que la majoria dels Kazon".
Els Kazon també apareixen a novel·les basades en la franquícia Star Trek, incloent-hi Mosaic i Pathways, ambdues escrites per la cocreadora de Star Trek: Voyager Jeri Taylor. A Mosaic, els kazon llancen una emboscada contra la Voyager arrossegant la tripulació a la batalla contra una nau de guerra kazon en una nebulosa densa. Al mateix temps, els guerrers kazon persegueixen un equip a terra, liderat per Tuvok, que tenia la tasca d'explorar un planeta salvatge. La novel·la se centra en el dilema de Janeway sobre si ajudar l'equip o la tripulació de la nau, i s'intercala amb flashbacks de la seva infància i entrenament a l'Acadèmia de la Flota Estel·lar. Durant els esdeveniments de Pathways, Kes relata els seus primers encontres amb els Kazon. Els Kazon també apareixen a l'univers mirall presentat al conte de Keith DeCandido "The Mirror-Scale Serpent", publicat a la col·lecció Obsidian Alliances. En aquest univers, la Voyager mai va quedar atrapada al quadrant Delta. En lloc de ser rescatada per Neelix i la tripulació de la Voyager, la Kes utilitza els seus poders psiònics per matar tots els seus captors Kazon.
El 1996, es va llançar una figura d'acció d'un Kazon com a part d'una segona onada de marxandatge de Playmates Toys de Star Trek. El mateix any, Applause va produir una tassa de ceràmica el disseny de la qual es basava en la cara d'un mascle Kazon genèric. Revell va llançar diverses figures de naus espacials Kazon, com ara les de la nau assaltant i el torpede. Revell va incloure la figura de la nau assaltant com a part d'un conjunt de tres peces, juntament amb altres per a una nau Maquis i l'USS Voyager.

## Característiques

### Història i política
A l'univers de Star Trek, abans de l'arribada de la Voyager al quadrant Delta, les hostilitats entre els Trabe i els Kazon van portar els Trabe a mantenir-los subjugats. Es va fomentar la violència entre els kazon per limitar el risc que s'aixequessin contra els Trabe. Abans de ser conquerits pels Trabe, els Kazon eren la societat més avançada del quadrant. En data estel·lar 2346, Jal Sankur va unir les sectes a l'Orde Kazon o el Col·lectiu Kazon per enderrocar els Trabe. Els Kazon van robar la tecnologia i les naus dels Trabe i, en lloc d'establir-se en un nou món natal, es van convertir en una espècie nòmada. Després d'aconseguir la independència dels Trabe, els Kazon van continuar lluitant entre ells pel control dels recursos i la tecnologia.
A Star Trek: Voyager, els Kazon són coneguts amb el títol col·lectiu de l'Orde Kazon, però les espècies també es divideixen en diverses seccions. Mentre que el lloc web oficial de Star Trek enumera els Kazon com a persones amb divuit sectes, l'episodi "Iniciacions" representa el nombre de sectes com a altament inestables i canviants cada dia.Només vuit grups van ser nomenats a Star Trek: Voyager: Kazon-Halik, Kazon-Ogla, Kazon-Oglamar, Kazon-Relora, Kazon-Nistrim, Kazon-Mostral, Kazon-Hobii i Kazon-Pommar.Les sectes són retratades com a "enemics de sang" que rarament intenten fer negocis diplomàtics o forjar aliances. En el moment en què la Voyager va passar per l'espai ocupat pels Kazon, els Kazon-Ogla i els Kazon-Relora eren els més poderosos dels vuit, controlant la majoria de membres i naus. Un Kazon que no pertany a una secta és vist com un "Goven" o un marginat.El títol "primer maje" s'utilitza per fer referència al líder d'una secta. L'estructura política del Kazon es construeix al voltant d'"assassinats polítics dins de les sectes, així com entre sectes", amb la pau percebuda com una construcció impossible.

### Cultura i tecnologia
Durant Star Trek: Voyager, la societat kazon es representava com a patriarcal, ja que els homes reaccionaven negativament a les ordres de les dones. Les dones kazon no apareixen mai a la sèrie i només s'hi fa referència a través del diàleg pels homes kazon. Els joves homes kazon són criats com a guerrers, passant per un ritu de pas per guanyar-se els seus noms adults. El títol honorífic "Jal" que es dóna a un jove home kazon marca la seva transició a l'edat adulta; Es dóna quan el noi mata un enemic en batalla o mor en batalla. Aquells que fallen aquest ritu de pas són castigats amb l'execució o la vergonya pública. S'espera que pares i fills tinguin una relació emocionalment distant, i que qualsevol signe d'afecte entre ells es consideri vergonyós.
Els acadèmics Christina Niculescu i Yonit Nemtzeanu van analitzar la cultura kazon per explorar la correcció política i els temes de prejudici racial a Star Trek: Voyager. Van determinar que els kazon es caracteritzen com a primitius/inferiors, salvatges i criminals, i argumenten que l'aparença i el comportament dels kazon estaven dissenyats per provocar una resposta negativa del públic. Van descriure la roba dels kazon com a semblant a la dels guerrers guerrillers, i els seus cabells i cares com a "salvatges" i "amenaçadors". Tot i que no es mostra que els kazon tinguin un exèrcit permanent, es defineixen com una societat militarista. Niculescu i Nemtzeanu van assenyalar que el diàleg dels kazons està marcat pel seu ús freqüent de llenguatge violent. Segons Seska, la medicina kazon és rudimentària i "primitiva". Tot i que els kazons són l'única espècie classificada que els Borg es neguen a assimilar, Janeway va incloure als seus informes que són un "enemic complicat i perillós".
A Star Trek: Voyager, l'enfocament militar dels kazons contrasta fortament amb l'humanista Federació Unida de Planetes. A través dels recursos extrets dels Trabe, els kazons posseeixen armes d'energia, principalment fasers i raigs tractors, i escuts deflectors. No són conscients dels transportadors ni dels replicadors fins a la seva primera trobada amb la tripulació de la Voyager.Els Kazon es mostren principalment utilitzant un dels dos tipus de naus espacials: naus d'assaltu i naus de transport. Les naus assaltants són considerades amenaces menors per la tripulació de la Voyager, però les naus de transport són vistes com a més perilloses. Tot i que les armes del Kazon són inferiors a les de la Voyager, la incapacitat de la tripulació de la Flota Estel·lar per reabastir-se els deixa vulnerables als atacs. . Les naus Kazon es representen visualment com a "fosques, estrictament funcionals" i sense "cap dels embelliments coneguts de les brillants i llises naus de la Federació". Les naus estan adornades només amb les calaveres i els trofeus dels enemics conquerits. A Star Trek Online, els jugadors poden utilitzar el pesant assaltant Kazon i tenir accés al seu pont. El lloc web oficial del MMORPG promociona el major punt fort de la nau com "la seva maniobrabilitat i versatilitat". El lloc també esmenta que els kazon han millorat la seva tecnologia des del seu encontre amb la «Voyager» recollint materials més avançats d'altres espècies.

## Antecedents

### Concepte i creació
Abans de l'anunci d'una nova encarnació de Star Trek, els cocreadors de Star Trek: Voyager Rick Berman, Michael Piller i Jeri Taylor van concebre els conceptes bàsics i els personatges durant reunions secretes de desenvolupament. Els Kazon es van crear originalment com a part de la premissa bàsica de la sèrie: la tripulació de la Voyager estava atrapada al Quadrant Delta. Berman, Piller i Taylor van raonar que els personatges viatjarien a través d'una zona de l'espai controlada per una nova raça alienígena, servint com a antagonistes principals de la sèrie, i van crear els Kazon per ocupar aquest paper.
Els Kazon es van inspirar en les bandes de Los Angeles, i es feien referència a ells de manera "abreujada com 'Crips' i 'Bloods'". La idea dels Kazon com a sectes guerreres, oposats a una raça unificada, va ser introduït per Taylor, que els va descriure com "tres bandes, amb relacions i aliances en constant canvi. Just quan pensem que ho hem resolt, l'equilibri torna a canviar". Mentre discutia la inspiració original dels Kazon, Taylor els veia com una manera "d'abordar el tenor del nostre temps i el que […] estava passant a les nostres ciutats i reconèixer una font de perill i malestar social". Piller va descriure encara més la premissa dels Kazon com a arrelada en la violència i la guerra de bandes aclarint: "La nostra intenció era crear una mena d'anarquia desorganitzada, tant ells contra ells com ells contra nosaltres".
En una reunió datada el 17 d'agost de 1993, Taylor va escriure un esquema de la història per a l'episodi pilot "El Guardià" i va establir els Kazon (aleshores identificats com els Crips) com una "banda que, en conflicte amb dues altres bandes, competeix pel territori en aquesta regió de l'espai". Les notes de Taylor suggereixen que els cocreadors de la sèrie van considerar que els Crips arribessin a una treva amb els personatges principals, cosa que enfadaria una altra de les bandes (aleshores anomenada Blood) i els portaria a ser els antagonistes principals. Aquesta idea es va abandonar més tard en una reunió el 10 de setembre del mateix any. En el primer esborrany del guió de "El Guardià", Piller va anomenar l'espècie alienígena "Gazon" i va escriure la següent descripció d'ells:
| « | Són un poble prim i escàs que vesteix amb una varietat de roba descuidada. Alguns no porten res més que draps. La seva pell està resseca i dessecada; el sol ha produït taques i nafres en alguns. Sembla que aquest és un campament de persones que amb prou feines poden sobreviure, desproveïdes de comoditats i que viuen una vida dura i dura. Són els Gazon, que coneixerem, al llarg de la sèrie, com una secta letal i mortal que se sotmet a aquestes circumstàncies extremes a canvi de la possible adquisició de poder. | » |

Durant l'estiu de 1994, Gazon va ser canviat a Kazon, ja que es temia que el nom sonés massa a Gaza. Els productors van suggerir aquest canvi per evitar que les històries que involucraven la raça alienígena s'interpretessin com a comentaris polítics sobre els conflictes als territoris palestins.Segons el Star Trek: Voyager Technical Manual, originalment es va planejar que els Kazon es dividissin en només dues faccions (els "Kazon-Sera" i els "Kazon-Ogla").

### Disseny i càsting
El disseny del Kazon es va formular a principis de juny de 1994. El supervisor de maquillatge de la sèrie, Michael Westmore, va estar molt involucrat en la creació de l'aspecte del Kazon. Mentre descrivia els trets facials de l'espècie, Westmore va dir que va construir una protuberància de pell al llarg del nas i la part frontal de la cara per simular "una cresta de pollastre, una cresta de gall" en lloc de "les crestes tipus os de dinosaure". Va dir que hi havia diferències visuals molt petites entre els mascles i les femelles Kazon, amb la característica distintiva de ser les dones amb una fisicalitat més delicada que els homes. Segons Westmore, el maquillatge protètic del front estava estructurat en una forma que recordava el diable, mentre que les crestes del nas estaven inspirades en el coll d'un voltor. Els dissenys del nas es van modificar al llarg de les dues primeres temporades amb l'addició d'una punta de nas i punxes que sobresortien dels narius. El disseny dels Kazon va ser objecte de crítiques dels fans després de l'estrena de la sèrie, i un fan va comentar: "Sembla que tots estiguin tenint un mal dia de cabells". Quan Anthony De Longis va veure per primera vegada el tocat que formava part del vestit de Culluh, va bromejar dient: "Culluh deu ser el líder perquè té el cap amb més cabells".
Westmore va dir que es va enfrontar a diversos reptes relacionats amb el maquillatge i les màscares durant el rodatge de "El Guardià". A causa del gran nombre de Kazon presents al primer episodi, va contractar maquilladors i fabricants de motlles addicionals per ajudar a posar-se el vestit a tots els actors. Segons el productor supervisor David Livingston, el procés d'aplicació del maquillatge Kazon va trigar diverses hores. Com que la majoria de les escenes que impliquen els kazons es van filmar a El Mirage Lake, Livingston i l'equip de rodatge van ser assignats per ajudar els actors a sentir-se còmodes amb el maquillatge i les pròtesis pesades malgrat les altes temperatures.
Originalment Piller va preveure només contractar actors d'entre divuit i vint-i-cinc anys per simular la connexió entre els kazons i les bandes de carrer contemporànies. Va dir que volia que les eleccions de repartiment transmetessin l'espècie alienígena com a "gent jove i enfadada que mai va viure prou temps per tenir el tipus d'experiència i perspectiva del món que, per exemple, podrien tenir els klíngons i els romulans". Volia emfatitzar que els kazons eren "molt més emocionals, de fusió curta i, per tant, tenien menys expectatives" a través de les actuacions dels actors. Els papers, però, van ser ocupats per actors fora d'aquest rang d'edat, i Piller va explicar que la decisió es va prendre perquè els "actors més grans van fer actuacions més polides". Més tard es va penedir de l'elecció d'actors més madurs, ja que considerava que això entrava en conflicte amb el concepte de l'espècie dels guionistes, fent-los semblar massa klíngons. Els Kazon també van rebre comparacions amb els cardassians i els Elfs del Bosc per part de Donna Dickens d'Uproxx.

### Rodatge i desenvolupament

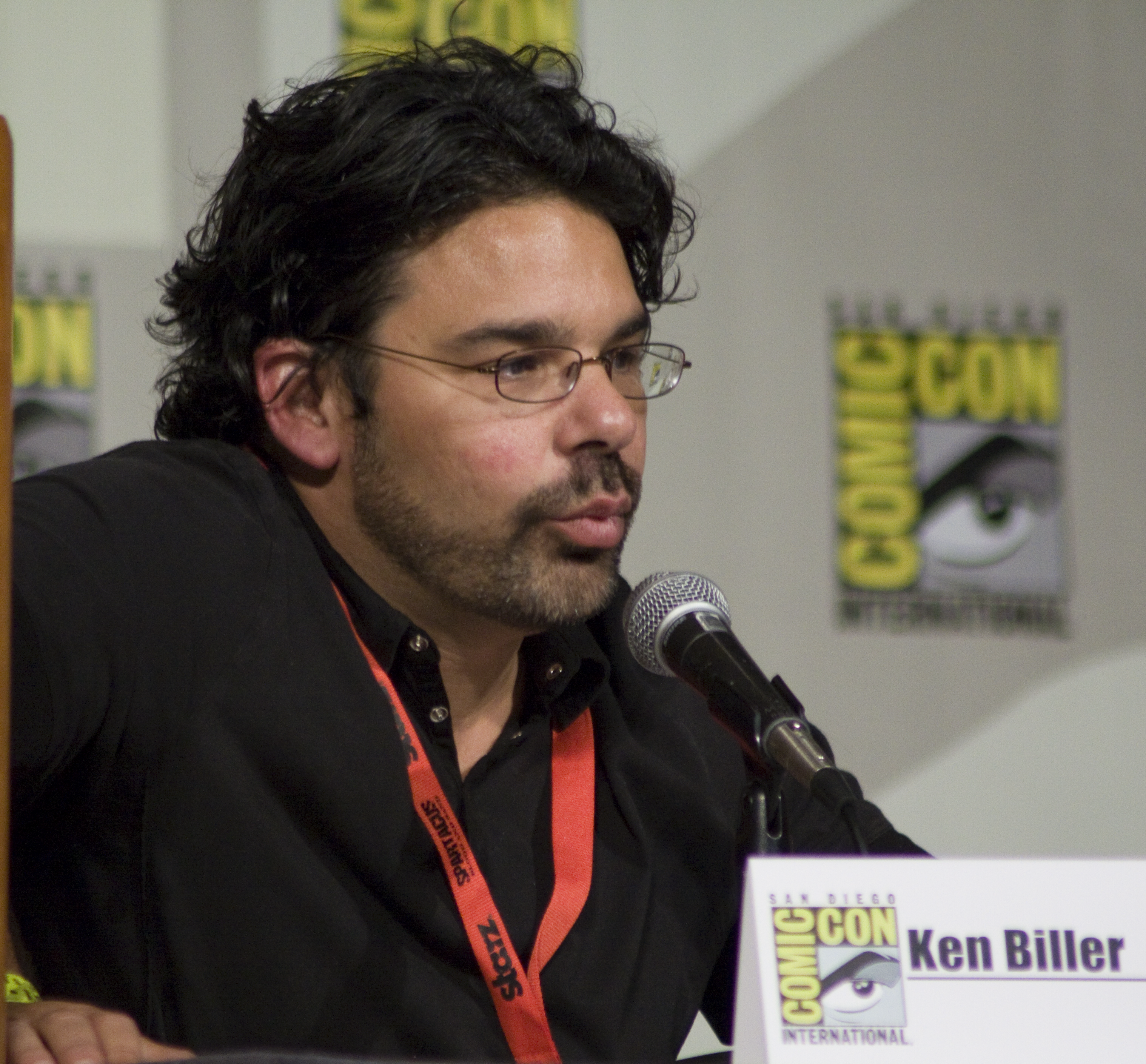
Kenneth Biller (a la imatge) va escriure la major part de la informació general relacionada amb els Kazon durant el desenvolupament de la segona temporada de la sèrie.

A la primera temporada, els Kazon van ser introduïts com una de les tres noves espècies alienígenes que es podien utilitzar com a antagonistes recurrents; els altres dos eren els Vidiians i els Sikarians. Els Kazon i els Vidiians apareixerien en episodis posteriors, mentre que l'aparició dels Sikarians es va restringir a l'episodi "Factors primordials". Westmore va trobar que els Kazon eren l'espècie més exigent per dissenyar per a la primera temporada de Voyager, tot i que, en general, va trobar que el maquillatge i el treball protètic per a Voyager eren més fàcils que els requerits per a Star Trek: Deep Space Nine. Ho va explicar comparant el nombre relativament petit de Kazons que van aparèixer en episodis fora del pilot amb els nombrosos extraterrestres que apareixen a "Deep Space Nine". El disseny dels Kazon es va modificar durant el rodatge de la primera temporada. Per exemple, per al segon episodi en què va aparèixer els Kazon, "Fluctuacions", Westmore va treure les pròtesis d'orella, que havien estat creades originalment per la perruquera Josée Normand per semblar orelles de porc. Les pròtesis d'orelles de porc van resultar ser massa feixugues i pesades per als actors i els dobles, i el seu material es va canviar per una esponja més lleugera.
L'equip de guionistes de Voyager va dedicar més temps de pantalla a la segona temporada de la sèrie per desenvolupar la cultura i la societat kazon. Piller va descriure la temporada com "una investigació profunda [dels kazon] que els convertirà, crec, en potser una de les cinc races alienígenes més enfrontades de la història de Star Trek". Piller va idear l'arc argumental dels kazon a la segona temporada a partir de les seves experiències treballant a la sèrie de televisió de western de ciència-ficció de 1995 Legend. Taylor no estava segura del renovat enfocament en els Kazon i es va qüestionar si eren antagonistes convincents. Els va descriure com una idea completament de Piller.
L'editor executiu d'històries Kenneth Biller va escriure un article que detallava la història i el comportament social dels Kazon, així com la seva relació adversària amb els Trabe. Biller va recopilar totes les seves idees en paper per ajudar els diversos escriptors a crear una narrativa cohesionada per als Kazon al llarg dels episodis individuals. Desenvolupades per a un dels seus episodis—"Iniciacions"—les notes també van ser utilitzades per Taylor per a la creació d'"Aliances". Biller va assenyalar el personatge de Seska com un recurs narratiu clau per explorar més a fons l'espècie alienígena. Per a Biller, Seska "ens va permetre anar entre bastidors amb els Kazon" i "ens va ajudar a definir els Kazon". Tanmateix, Hackett va interpretar que Seska tenia poca lleialtat als Kazon, dient: "No crec que li importi gaire [ells]".
Quan va parlar de les seves esperances sobre la reacció dels fans a l'èmfasi de la segona temporada en els Kazon, Piller va dir: "Tinc curiositat per saber quina és la percepció del públic, si la nostra inversió en els Kazon aquesta temporada ha funcionat". En resposta a les preocupacions dels fans que "Voyager" no incorporava tants elements de ciència-ficció com les entregues anteriors de "Star Trek", va creure que el creixent enfocament en els Kazon serviria com a solució. Piller creia que l'espècie alienígena accentuava les trames futuristes de la sèrie, i explicava: "Hi ha molta gent que no considera molts [dels episodis de la temporada] com a ciència-ficció". Va continuar dient: "Però certament es pot argumentar que enfrontar-se als Kazon en batalla és una narració futurista". Taylor va veure la segona temporada centrada en històries "introspectives i impulsades pels personatges", amb la majoria dels aspectes "d'acció i aventura" realitzats a través de les aparicions dels Kazon.

### Abandonament
Després del final de la segona temporada, Taylor va decidir eliminar els Kazon com a antagonistes principals de la sèrie, ja que va descobrir que l'esforç per desenvolupar l'espècie alienígena no havia tingut èxit. Creia que mai no es van convertir en un adversari convincent, tot i les seves aparicions en múltiples episodis. Taylor va argumentar que els Kazon limitaven el potencial de la sèrie, dient: "Va crear la curiosa implicació que estem quiets a l'espai, quan la nostra franquícia és que anem a velocitats increïbles cap al Quadrant Alfa: ens trobem amb la mateixa gent una vegada i una altra! Va ser simplement una raresa, i no crec que els Kazon ens hagin servit bé". Mentre parlava del seu paper en els futurs episodis, va explicar que la seva "intenció era deixar-los enrere i trobar nous i espero que més alienígenes interessants".
Tot i que Piller entenia la decepció de Taylor amb els Kazon, considerava que "era important i valuós crear aquest adversari". Berman va estar d'acord amb l'avaluació de Taylor sobre els Kazon i va assenyalar que serien eliminats al principi de la tercera temporada. També va admetre que els guionistes van cometre diversos errors i van introduir inconsistències durant el desenvolupament dels Kazon. Creient que la gran quantitat d'espai sota el control dels Kazon era inversemblant, va argumentar que el nombre de vegades que la "Voyager" es va trobar amb l'espècie alienígena faria que el seu territori fos més gran que la Federació Unida de Planetes i l’Imperi Klíngon. El productor Brannon Braga va donar suport a l'eliminació dels kazons, criticant l'espècie com a "klíngons a mig coure" i la seva inclusió constant en episodis, ja que feia que la sèrie tingués "la sensació que viatjessim en un gran cercle".
Malgrat la decisió d'eliminar els Kazon dels futurs episodis, l'equip de guionistes no estava segur de si el final de la segona temporada i l'estrena de la tercera temporada se centrarien en ells. Piller va dir que es va suggerir que els episodis podrien servir com a introducció a una nova espècie alienígena, però va recolzar la possibilitat que actuessin com a comiat de les històries dels Kazon. Va explicar la seva decisió dient que "sentia que havíem construït aquest arc amb ells i que era una conclusió natural". Els kazons van ser substituïts per històries centrades en els vidiians, els Borg i els Hirogen.

## Resposta

### Resposta del repartiment
Els membres del repartiment de Voyager van tenir una resposta negativa a la inclusió contínua dels Kazon a la sèrie i van considerar que la seva eliminació era la millor acció. Tim Russ va comentar que la incorporació freqüent de l'espècie afectaria la credibilitat de les històries, ja que la tripulació finalment hauria d'abandonar l'espai controlat pels Kazon en el seu viatge de tornada a casa. També creia que els Kazon eren uns fracassos com a antagonistes, percebent-los com a insuficientment imponents perquè els personatges principals i els fans els prenguessin seriosament. Ethan Phillips va estar d'acord amb Russ, suggerint que s'hauria de reduir la presència dels Kazon. Robert Picardo va bromejar dient que l'únic aspecte interessant de l'espècie era el seu pentinat, mentre que Robert Beltran va assenyalar la seva manca d'intel·ligència com el principal factor que els impedia convertir-se en vilans forts. Kate Mulgrew va suggerir que la sèrie incorporés un antagonista nou i més fort, dient: "Necessitem […] trobar-nos amb enemics d'aquesta ferocitat, enemics que de fet són força letals i espantosos. Enemics que veuries i diries: 'Ostres, com se’n sortiran d'aquesta?'" No crec que el Kazon hagi arribat a l'objectiu." Mulgrew va sentir que la missió de la tripulació per tornar a casa era una història més atractiva que les relacionades amb els Kazon, a qui va criticar com a "grans gegants estúpids".

### Recepció de la crítica
Els Kazon han rebut una resposta negativa dels crítics de televisió. En el seu llibre del 2005 An Analytical Guide to Television's Battlestar Galactica, el crític literari John Kenneth Muir va argumentar que els esdeveniments de Star Trek: Voyager van perdre la seva urgència amb la base de la segona temporada a l'espai Kazon. Va comparar negativament "Star Trek: Voyager" amb la sèrie de televisió de ciència-ficció Battlestar Galactica, escrivint que Star Trek: Voyager podria aprendre de com "la Galactica ha de continuar, sempre endavant, cap al seu destí". L'espècie alienígena va ser descrita com a "guerrers espacials mascles estereotipats" per l'escriptor K. Stoddard Hayes, que va criticar la manca de personatges Kazon desenvolupats. Ho va explicar dient: "No sorgeix cap personatge Kazon memorable de dues temporades d'episodis amb les seves diferents faccions".
Els crítics també han dubtat de l'efectivitat dels Kazon com a dolents. Britt va trobar que els Kazon eren "els antagonistes més ximples i pitjors de la història de Star Trek". Juliette Harrison del web Den of Geek! va escriure que els guionistes estaven massa centrats en les històries de Kazon i Seska. Harrison els va anomenar "substituts klíngons de baixa qualitat" i va elogiar la decisió de la sèrie de substituir-los pels Borg. Els Kazon, juntament amb Seska, van ser col·locats en el número dos d'una llista de Charlie Jane Anders d'Io9 que va elaborar un perfil dels 10 vilans menys amenaçadors de Star Trek. Anders va explicar que els Kazon eren representats més sovint com a plagues irritants que com un obstacle important per al viatge de tornada a casa de la Voyager. Charles Evans de FanSided va qüestionar la desesperació dels Kazon per l'aigua, ja que podien utilitzar la seva tecnologia de curvatura per recollir-la d'altres planetes. Tot i que Evans va descriure els kazons com a partidaris d'una bona premissa, no va trobar que estiguessin a l'altura de la seva etiqueta com a "la raça més poderosa de la seva àrea del Quadrant Delta".
Michelle Erica Green de TrekToday va fer comentaris extensos i principalment negatius sobre l'arc argumental de Kazon durant les dues primeres temporades mentre tornava a veure la sèrie. Green va comparar negativament els kazons amb els klíngons, i va descriure els vidiians com un candidat més adequat i convincent per servir com a antagonistes principals durant les dues primeres temporades. Green va qüestionar la determinació de Janeway de no compartir mai la tecnologia de la "Voyager" amb els Kazon, escrivint que l'espècie es caracteritzava com "una cultura espacial amb motor de curvatura" perquè la tripulació no "interferís amb una civilització primitiva". Va argumentar que els intents dels Kazon de robar un replicador i un transportador en lloc d'armes ofensives van disminuir el seu impacte com a presència amenaçadora, suggerint que la possibilitat de relacions amb els Kazon no "semblava gaire més atroç que tractar amb els klíngons o els ferengi, que oprimeixen les dones i les minories dins de les seves fronteres".
Malgrat la rebuda negativa de la crítica dels Kazon, l'escena en què controlen la "Voyager" va ser elogiada pels comentaristes de televisió. Marc Buxton, de Den of Geek!, va incloure els Kazon a la seva llista de les 50 millors formes de vida alienígenes de l'univers Star Trek, per la seva "tecnologia avançada i una set de sang aspra" i l'èxit en atrapar la tripulació de la Voyager en un planeta hostil. De la mateixa manera, Ryan Britt de Tor.com va classificar el moment en què els Kazon van capturar la nau com un dels set exemples més impactants de la franquícia Star Trek.

### Anàlisi racial i política
La representació dels Kazon com a antagonistes ha estat criticada per comentaristes de gènere i acadèmics com a exemple de racisme a la franquícia "Star Trek". Christina Niculescu i Yonit Nemtzeanu van criticar que els Kazon de pell fosca fossin tractats com més agressius que l'espècie alienígena més diplomàtica i de pell clara. Van determinar que la representació dels Kazon era implícitament racista, escrivint que l'espècie es mostrava com a encarnant estereotips negatius. Niculescu i Nemtzeanu van afegir que els Kazon només havien estat escrits per ser "criminals i salvatges" i vistos com a "primitius". En el seu llibre "The Politics of Star Trek" del 2016, el politòleg George A. Gonzalez va coincidir que el to de pell i el pentinat dissenyats per als Kazon tenien connotacions racials explícites, i va considerar que es va fer més evident durant el seu conflicte amb Ocampa, de pell més clara. Zach de Bitch Media va situar els Kazon com un exemple del tractament desigual de la raça a "Star Trek". Va comparar els kazon amb els klíngons i els ferengi, escrivint que "els extraterrestres de color [s'utilitzen] com a representants per representar els pitjors aspectes del comportament humà".
Els Kazon s'han interpretat com un comentari sociopolític sobre els països en desenvolupament. George A. Gonzalez va presentar els Kazon com una característica pessimista del Quadrant Delta, que va llegir com una metàfora del món en desenvolupament. Emfatitzant el maltractament dels Kazon als Ocampa, els seus plans per robar de la tecnologia més desenvolupada de la Voyager i la seva incapacitat per formar aliances duradores, Gonzalez descriu la sèrie com una interpretació de les relacions racials als països en desenvolupament com a "inherentment controvertides i inevitablement desestabilitzadores". Va concloure dient que les històries dels Kazon estaven en línia amb els "biaixos/raonaments neoconservadors". Per a una revisió retrospectiva de la franquícia Star Trek del 2015, David Trudel de MoviePilot va escriure que estava decebut per la ruptura de l'aliança entre els kazon i els trabe a l'episodi "Aliances". Considerava que la sèrie hauria d'haver presentat la formació d'una nova Federació a partir d'aquestes dues espècies alienígenes. Alguns crítics van veure l'episodi com "el moment en què Trek va morir intel·lectualment", tot i que Trudel no va estar d'acord amb aquesta avaluació, ja que va qualificar-la de "bastant dramàtica". El 1996 Jon Pareles The New York Times va oferir una avaluació menys crítica de Desenvolupament d'espècies alienígenes per part de Star Trek, descrivint-les com a representants de "tendències humanes exagerades". Pareles va identificar la rebel·lió dels kazon contra els seus captors anteriors en particular com a comparable a les situacions polítiques a Somàlia o Ruanda en el moment d'escriure aquest article.

### Citacions
1. 1 2   «Caretaker». . Star Trek: Voyager  (UPN), Temporada:1 , 16-01-1995. « »
2. ↑   «State of Flux». . Star Trek: Voyager  (UPN), Temporada:1 , 10-04-1995. « »
3. 1 2 3 4 5   «Initiations». . Star Trek: Voyager  (UPN), Temporada:2 , 04-09-1995. « »
4. 1 2 3   «Maneuvers». . Star Trek: Voyager  (UPN), Temporada:2 , 20-11-1995. « »
5. 1 2 3 4 5 6   «Alliances». . Star Trek: Voyager  (UPN), Temporada:2 , 22-01-1996. « »
6. ↑   «Threshold». . Star Trek: Voyager  (UPN), Temporada:2 , 29-01-1996. « »
7. ↑   «Dreadnought». . Star Trek: Voyager  (UPN), Temporada:2 , 12-02-1996. « »
8. ↑   «Lifesigns». . Star Trek: Voyager  (UPN), Temporada:2 , 26-02-1996. « »
9. 1 2   «Investigations». . Star Trek: Voyager  (UPN), Temporada:2 , 13-03-1996. « »
10. ↑   «Basics, Part I». . Star Trek: Voyager  (UPN), Temporada:2 , 20-05-1996. « »
11. 1 2   «Basics, Part II». . Star Trek: Voyager  (UPN), Temporada:3 , 04-09-1996. « »
12. ↑   «Mortail Coil». . Star Trek: Voyager  (UPN), Temporada:4 , 17-12-1997. « »
13. ↑   «Living Witness». . Star Trek: Voyager  (UPN), Temporada:4 , 29-04-1998. « »
14. ↑   «Relativity». . Star Trek: Voyager  (UPN), Temporada:5 , 12-05-1999. « »
15. ↑   «Shattered». . Star Trek: Voyager  (UPN), Temporada:7 , 17-01-2001. « »
16. ↑  «Star Trek Online».  Cryptic Studios. Arxivat de l'original el January 4, 2013.
17. 1 2 3  LaughingTrendy. «Kazon».  Cryptic Studios, 08-08-2014. Arxivat de l'original el January 6, 2017.
18. 1 2  Taylor, Jeri. Mosaic.  New York: Pocket Books, October 1, 1996. ISBN 0-671-56311-4.
19. 1 2  Taylor, Jeri. Pathways.  New York: Pocket Books, August 1, 1998. ISBN 0-671-58230-5.
20. ↑  DeCandido, Keith R.A.. «The Mirror-Scale Serpent». A: Obsidian Alliances.  New York: Pocket Books, March 2007, p. 1–162. ISBN 978-1-4165-2471-7.
21. 1 2  «Star Trek Voyager: Toys and Merchandise from the Delta Quadrant».   TrekCore, 18-07-2013. Arxivat de l'original el February 16, 2014.
22. ↑  «Star Trek Voyager Rare The Kazon (loose action figure)». Amazon UK, 07-04-2013. Arxivat de l'original el January 14, 2017.
23. ↑  «Star Trek - Voyager - Kazon Ship - Model Kit».  Amazon.com, 28-02-2015. Arxivat de l'original el January 14, 2017.
24. ↑  «star trek commander kazon torpedo». Amazon UK, 26-09-2009. Arxivat de l'original el January 14, 2017.
25. ↑  «Star Trek Voyager 3-Piece Set: USS Voyager, Kazon Raider & Maquis Ship by Revell-Monogram».  Amazon.com, 18-06-2016. Arxivat de l'original el January 14, 2017.
26. 1 2 3  Okuda & Okuda & Mirek (1994)
27. 1 2 3  «Kazon».  Startrek.com. Arxivat de l'original el November 20, 2020.
28. 1 2 3 4 5 6 7 8 9  Niculescu, Christina; Nemtzeanu, Yonit (June 1997). «Star Trek Voyager - PC or non PC?». Medienimpulse (20): 37–48. Arxivat de l'original el December 31, 2005.
29. ↑  Els noms de les vuit sectes kazon es van esmentar en els episodis següents:
  -  «Caretaker». . Star Trek: Voyager  (UPN), Temporada:1 , 16-01-1995. « »
  -  «State of Flux». . Star Trek: Voyager  (UPN), Temporada:1 , 10-04-1995. « »
  -  «Maneuvers». . Star Trek: Voyager  (UPN), Temporada:2 , 20-11-1995. « »
  -  «Alliances». . Star Trek: Voyager  (UPN), Temporada:2 , 22-01-1996. « »
  -  «Basics, Part I». . Star Trek: Voyager  (UPN), Temporada:2 , 20-05-1996. « »
  -  «Basics, Part II». . Star Trek: Voyager  (UPN), Temporada:3 , 04-09-1996. « »
30. ↑  Gonazalez (2015): p. 10
31. ↑  La tecnologia del Kazon es va explorar en els episodis següents:  
  -  «Caretaker». . Star Trek: Voyager  (UPN), Temporada:1 , 16-01-1995. « »
  -  «State of Flux». . Star Trek: Voyager  (UPN), Temporada:1 , 10-04-1995. « »
  -  «Initiations». . Star Trek: Voyager  (UPN), Temporada:2 , 04-09-1995. « »
  -  «Alliances». . Star Trek: Voyager  (UPN), Temporada:2 , 22-01-1996. « »
32. ↑  Okuda (1996): p. 252
33. ↑  LaughingTrendy. «Delta Expedition Ships».  Cryptic Studios, 13-10-2014. Arxivat de l'original el October 14, 2014.
34. ↑  Poe (1998): p. 156
35. ↑  Poe (1998): p. 164
36. 1 2  Poe (1998): p. 187
37. ↑  Poe (1998): p. 188
38. ↑  Gross & Altman (1996): p. 151
39. 1 2 3 4  Gross & Altman (1996): p. 161
40. ↑  Poe (1998): p. 190–191
41. ↑  Poe (1998): p. 191
42. ↑  Poe (1998): p. 205
43. 1 2  Poe (1998): p. 232
44. 1 2  «The Best of All Worlds». Star Trek Monthly (4) (New York: Titan Magazines). June 1995: 55.
45. ↑  Sternbach, Rick; Okuda, Michael. «Star Trek: Voyager Technical Manual».  Paramount Pictures Corporation, 01-09-1994. Arxivat de l'original el January 3, 2017.
46. 1 2  «The Best of All Worlds». Star Trek Monthly (4) (New York: Titan Magazines). June 1995: 11.
47. 1 2  Westmore, Sims, Look, & Birnes (2000): p. 165–166
48. 1 2  Poe (1998): p. 283
49. ↑  «Interviews: Anthony De Longis». The Official Star Trek: Voyager Magazine (18) (New York: Starlog Press). September 1998: 66–67.
50. ↑  Star Trek: Voyager - Inside the New Adventure (TV special). United States: UPN. January 9, 1995.
51. ↑  Dickens, Donna. «'The Walking Dead' Star Andrew Lincoln Is Ready For His 'Star Trek' Cameo And We Have Suggestions».  Uproxx, 04-03-2017. [Consulta: 25 agost 2017].
52. ↑  Poe (1998): p. 127
53. ↑  «The Best of All Worlds». Star Trek Monthly (9) (New York: Titan Magazines). November 1995: 49.
54. ↑  Gross & Altman (1996): p. 123
55. ↑  Gross & Altman (2016): p. 595
56. ↑  Gross & Altman (2016): p. 597
57. ↑  Gross & Altman (1996): p. 161–162
58. 1 2  Westmore, Sims, Look, & Birnes (2000): p. 165
59. ↑  «Queen of the Delta Quadrant». Star Trek Monthly (19) (New York: Titan Magazines). June 1995: 56.
60. ↑  Gross & Altman (1996): p. 150
61. 1 2  «The Best of All Worlds». Star Trek Monthly (18) (New York: Titan Magazines). August 1996: 13.
62. ↑  «30th Anniversary Issue». Star Trek: Communicator (108) (New York: Titan Magazines). August 1996: 56.
63. 1 2  «Hopes & Fears on the Final Frontier». Star Trek Monthly (20) (New York: Titan Magazines). October 1996: 20.
64. ↑  Gross & Altman (1996): p. 169
65. ↑  Barrett & Barrett (2001) p. 82
66. 1 2  Harris, Juliette. «Why Star Trek: Voyager's fourth season is the best». Den of Geek!, 10-05-2013. Arxivat de l'original el January 5, 2017.
67. ↑  Gross & Altman (1996): p. 151–152
68. 1 2  «Jam Session». Starlog (231) (New York: Starlog Press). October 1995: 49.
69. ↑  Ruditis (2003): p. 125
70. ↑  Muir (2005): p. 70
71. ↑  «Voyager: 20th Anniversary». Star Trek Magazine (18) (New York: Titan Magazines). January 14, 2015: 18.
72. 1 2  Britt, Ryan. «Star Trek Into Surprise! 7 Times When Trek Boldly Shocked Us».  Tor.com, 03-05-2013. Arxivat de l'original el January 5, 2017. [Consulta: 15 agost 2021].
73. ↑  Anders, Charlie. «Top 10 Least Threatening Star Trek Villains».  Io9, 03-06-2014. [Consulta: 15 agost 2021].
74. ↑  Evans, Charles. «Daystrom Institute Library Files: The Kazon». FanSided.  Time Inc., 25-02-2017. Arxivat de l'original el August 25, 2017.
75. ↑  Green, Michelle Erica. «Retro Review: Lifesigns». TrekToday.   Christian Höhne Sparborth, 11-12-2015. Arxivat de l'original el January 5, 2017.
76. ↑  Green, Michelle Erica. «Retro Review: Maneuvers». TrekToday.   Christian Höhne Sparborth, 16-10-2015. Arxivat de l'original el January 5, 2017. [Consulta: 14 agost 2021].
77. ↑  Buxton, Marc. «Star Trek: The 50 Best Alien Races». Den of Geek!, 09-09-2016. [Consulta: 15 agost 2021].
78. ↑  Gonazalez (2015): p. 179–180
79. ↑  Zach. «Star Trek Into Feminism: Three Ways the Sci-Fi Series Needs to Change».  Bitch Media, 22-05-2013. Arxivat de l'original el January 14, 2017.
80. ↑  Gonazalez (2015): p. 183
81. ↑  Trudel, David. «Top 6 Missed Opportunities in Star Trek».  MoviePilot, 27-11-2015. Arxivat de l'original el August 26, 2017. [Consulta: 25 agost 2017].
82. ↑  Pareles, Jon «Television view; When aliens start to look a lot like us». The New York Times, 26-05-1996, p. 26.